# Adalbert Schnee
Adalbert (Adi) Schnee (Berlijn, 31 december 1913 - Hamburg, 4 november 1982) was een Korvettenkapitän bij de Kriegsmarine tijdens de Tweede Wereldoorlog. Hij patrouilleerde met de U 6, U 60, U 121, U 201 en de U 2511, en bracht 21 geallieerde schepen tot zinken op zeven patrouilles, voor een totaal van 90.847 ton aan scheepsruimte.

## Persoonlijke informatie
Adalbert "Adi" Schnee kwam bij de Reichsmarine in april 1934. Na enkele maanden begon hij zijn opleiding op de lichte kruiser Leipzig. Daarna begon hij zijn carrière bij de U-bootdienst in mei 1937. Hij verbleef twee jaar vóór de oorlog aan boord van de U 23 onder het commando van Oberleutnant-zur-See Otto Kretschmer. Schnee diende onder Kretschmer zijn eerste vijf patrouilles, alvorens door te gaan om zelf grote successen te boeken met zijn eigen U-boot, de U 201. Op zijn zevende patrouille had hij schepen tot zinken gebracht voor een totaal van 41.036 ton en voor die prestatie werd hij bekroond met het Eikenloof aan zijn Ridderkruis. Zijn bemanning gaven hem de koosnaam "Adi".
In oktober 1942 trad hij toe tot het BDU-personeel. In zijn positie als de "Geleitzugs-Asto" (A I-op), plande en organiseerde hij Schnee-operaties tegen vijandelijke konvooien. Terugkomend uit zijn Eikenloof-patrouille stond Adi Schnee zegevierend op zijn U-bootcommandotoren na zijn succesvolle patrouille. Natuurlijk had de "sneeuwpop" het Ridderkruis van het IJzeren Kruis verdiend. (Schnee is Duits voor sneeuw.)

## DeU 2511
In september 1944 nam hij het commando over van de nieuwe "Elektroboot" U 2511, de eerste Type XXI U-boot om op testpatrouille te gaan. Op deze proefpatrouille in de laatste dagen van de oorlog, in de laatste uren onmiddellijk na de staakt-het-vuren-orders op 4 mei 1945, kwam Korvettenkapitän Schnee in de gunstigste positie om de Britse kruiser HMS Norfolk te verrassen op amper 500 meter afstand. Zijn leidinggevende en waarnemend ingenieur op deze patrouille was Gerd Suhren.
Op 4 mei 1945, om 15:14 beval Grootadmiraal Dönitz in een radioboodschap aan al zijn U-bootcommandanten het vuren te staken. Hoe doeltreffend de nieuwe U-boten ook waren, werd aangetoond door commandant Schnee die het bevel voerde over een van de nieuwe Type XXI-boten, de U 2511. Kort nadat hij het staakt-het-vuren had ontvangen - Schnee was een van de commandanten die het bevel onmiddellijk opvolgden - ontmoette hij, toen hij van de Noordzee op weg was naar Bergen, Noorwegen, de Britse kruiser HMS Norfolk en diverse escorterende torpedobootjagers. Commandant Schnee voerde een proefnadering uit onder water en kwam tot op 500 meter afstand van de kruiser. Later bleek dat de Britten zich helemaal niet bewust waren geweest hoe gevaarlijk dicht bij een vernietiging van hun kruiser waren geweest. Schnee vond de nieuwe boot eersteklas in aanval en verdediging: "Iets geheel nieuws voor elke onderzeebootcommandant!" zei hij opgetogen.

## Na de oorlog
Na de Duitse overgave was hij gedurende zes maanden bij een mijnenvegereenheid. In oktober 1945 werd hij opgeroepen om voor de rechter te getuigen in de verdediging van Heinz-Wilhelm Eck en enkele van zijn officieren, die werden berecht voor hun acties in de Peleus-zaak. Schnee werd in een moeilijke positie geplaatst door de openbare aanklager en geconfronteerd met een keuze tussen de belastende zelf, of het veroordelen van Eck met het gerechtelijk besluit. Schnee, die de stergetuige voor de verdediging had moeten zijn, werd zelf figuurlijk in de hoek gedreven en werd gedwongen te erkennen dat hij niet hetzelfde zou hebben gedaan, zoals Eck had gedaan, tijdens diens patrouille.
Schnee voltooide later een commerciële training en werkte een aantal jaren als commercieel vertegenwoordiger. Toen hij afscheid had genomen van dit beroep, werd hij directeur van een zeilschool op het eiland Elba in de Middellandse Zee. Adalbert Schnee was voor een lange tijd de voorzitter van het "Verband der U-Boots-Fahrer" in Duitsland. Adalbert "Adi" Schnee stierf in Hamburg op 4 november 1982. Hij werd net geen 69 jaar.
Eigenlijk was Kapitänleutnant Helmut Manseck op de U 3008(( ook eveneens op proefpatrouille, maar slechts voor 2-3 dagen vóór het einde van de oorlog in Europa. De U 3008 keerde terug naar Kiel, Duitsland, tot eind mei voor de volledige overgave.

## Militaire loopbaan
- Offiziersanwärter: 8 april 1934[1][2]
- Seekadett: 26 september 1934[1][2]
- Fähnrich zur See: 1 juli 1935[1][2]
- Oberfähnrich zur See: 1 januari 1937[2]
- Leutnant zur See: 1 april 1937[1][2]
- Oberleutnant Zur See: 1 april 1939[1][2]
- Kapitänleutnant: 1 maart 1942[1][2]
- Korvettenkapitän': 1 december 1944[1][2]

## Decoraties
- Ridderkruis van het IJzeren Kruis op 30 augustus 1941 als Oberleutnant Zur See en Commandant van de U-201[3][4]
- Ridderkruis van het IJzeren Kruis met Eikenloof op 15 juli 1942 als Kapitänleutnant en Commandant van de U-201[4][5]
- IJzeren Kruis 1939, 1e Klasse (15 augustus 1940)[4][6] en 2e Klasse (21 oktober 1939)[4][6]
- Onderzeebootoorlogsinsigne 1939 op 27 november 1939[4][6]
- Onderzeebootoorlogsinsigne 1939 met Briljanten in 1942[4]
- Dienstonderscheiding van Leger en Marine voor (4 dienstjaren) op 8 april 1938[4][7]
- Anschlussmedaille op 20 december 1939[4][6]

## U-bootcommando
- U 6: 31 jan. 1940 - 10 juli 1940: 1 patrouille (16 dagen)
- U 60: 19 juli 1940 - 5 nov. 1940: 3 patrouilles (41 dagen)
- U 121: 6 nov. 1940 - 27 nov. 1940: Geen oorlogspatrouille
- U 201: 25 jan. 1941 - 24 aug. 1942: 7 patrouilles (242 dagen)
- U 2511: 29 sep. 1944 - 8 mei 1945: 1 patrouille (4 dagen)

## Successen
- 21 schepen tot zinken gebracht voor een totaal van 90.847 BRT
- 2 oorlogsschepen tot zinken gebracht voor een totaal van 5.700 BRT
- 3 schepen beschadigd voor een totaal van 28.820 BRT